# 카와이헌터Z
《카와이헌터Z》(붕괴학원2, 중국어: 崩坏学园2)는 중화인민공화국의 게임 개발자 미호요가 제작한 모바일 게임이다.